# Casa Calvet
La Casa Calvet es un edificio de estilo modernista diseñado por Antoni Gaudí, situado en la calle Caspe n.º 48 de Barcelona (distrito del Ensanche). Fue construido entre 1898 y 1900. Gaudí contó con la colaboración de sus ayudantes Francisco Berenguer, Juan Rubió y Juli Batllevell. Fue la primera obra que Gaudí proyectó y construyó en el Ensanche de Barcelona, entre medianeras en régimen de viviendas en alquiler.
La Casa Calvet es un reflejo de la plenitud artística de Gaudí: pertenece a su etapa naturalista, periodo en que el arquitecto perfecciona su estilo personal, inspirándose en las formas orgánicas de la naturaleza, para lo que puso en práctica toda una serie de nuevas soluciones estructurales originadas en los profundos análisis efectuados por Gaudí de la geometría reglada. A ello añade una gran libertad creativa y una imaginativa creación ornamental: partiendo de cierto barroquismo sus obras adquieren gran riqueza estructural, de formas y volúmenes desprovistos de rigidez racionalista o de cualquier premisa clásica.
En 1900 recibió el Primer Premio de la primera edición del Concurso anual de edificios artísticos de Barcelona. El edificio fue catalogado como Bien de Interés Cultural el 24 de julio de 1969 con la referencia RI-51-0003819.

## Descripción

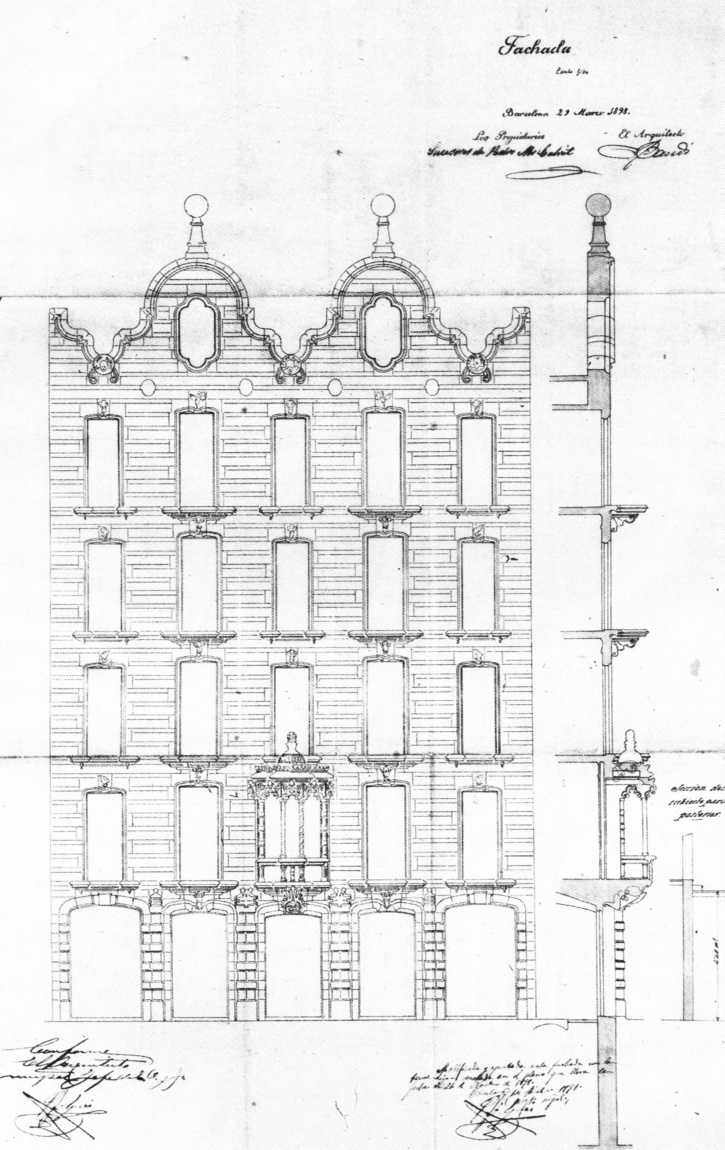
Plano de la fachada de la Casa Calvet, firmada por Gaudí el 29 de marzo de 1898

El edificio fue realizado para un fabricante textil, Hijos de Pedro Mártir Calvet, y sirvió tanto para el negocio, al cual se destinaron la planta baja y el sótano, como para viviendas, ubicadas en las plantas superiores —la principal, del propietario, mucho más lujosa—. Algunos expertos en la obra de Gaudí consideran la Casa Calvet como la obra más conservadora del arquitecto. Según ellos, la explicación está en que, por una parte, Gaudí tuvo que encajar el edificio entre otros más viejos ya existentes y, por otra, tener en cuenta el hecho de que estaría ubicado en un barrio elegante. Efectivamente, la simetría, el equilibrio y el orden que caracteriza la Casa Calvet no son habituales en la obra de Gaudí. Aun así, existen elementos modernistas como, por ejemplo, las dos secciones de fachadas terminadas en curvas en la cubierta, el balcón acristalado que sobresale por encima de la entrada o la forma de los demás balcones. 
En este proyecto Gaudí recurrió a un estilo un tanto barroco, visible en el uso de columnas salomónicas, la decoración con temas florales y el proyecto de azotea con cascada y maceteros de aire rococó. Esta obra supuso el fin del empleo de recursos historicistas por parte del arquitecto, que abandonó el uso de estilos recurrentes —como el arte mudéjar, el románico o el gótico— que había empleado en algunas de sus obras anteriores, para enmarcarse en un período de madurez personal y plenitud artística en que su máxima inspiración sería la naturaleza, y que culminaría en obras como la casa Batlló o la Casa Milà.
Al encontrarse el edificio en pleno Ensanche de Barcelona, el proyecto urbanístico diseñado para la ampliación de la ciudad en 1860 por Ildefonso Cerdá, Gaudí tuvo que amoldarse a la planimetría de los edificios construidos para el plan Cerdá. Solían ser de planta rectangular, con doble fachada y patio interior, baños, cocinas y depósitos en la parte interna de la finca, junto a un patio de ventilación, y distribución por plantas, donde la más lujosa solía ser la primera, la planta noble, que solía tener una tribuna en la fachada.
El edificio está ubicado entre medianeras, y presenta cinco plantas y doble fachada, la que da a la calle y la que mira al patio interior de la manzana. La superficie total es de 636 m². Como material constructivo se empleó la sillería en los muros exteriores, y el ladrillo en el interior; los sillares están trabajados «a la romana», con el marco liso y el centro desbastado. Los techos de las plantas bajas están sostenidos por vigas metálicas, mientras que los de las viviendas presentan una estructura de bóveda catalana, con ladrillos apoyados en viguetas de hierro, y una cubierta de artesonado de madera.

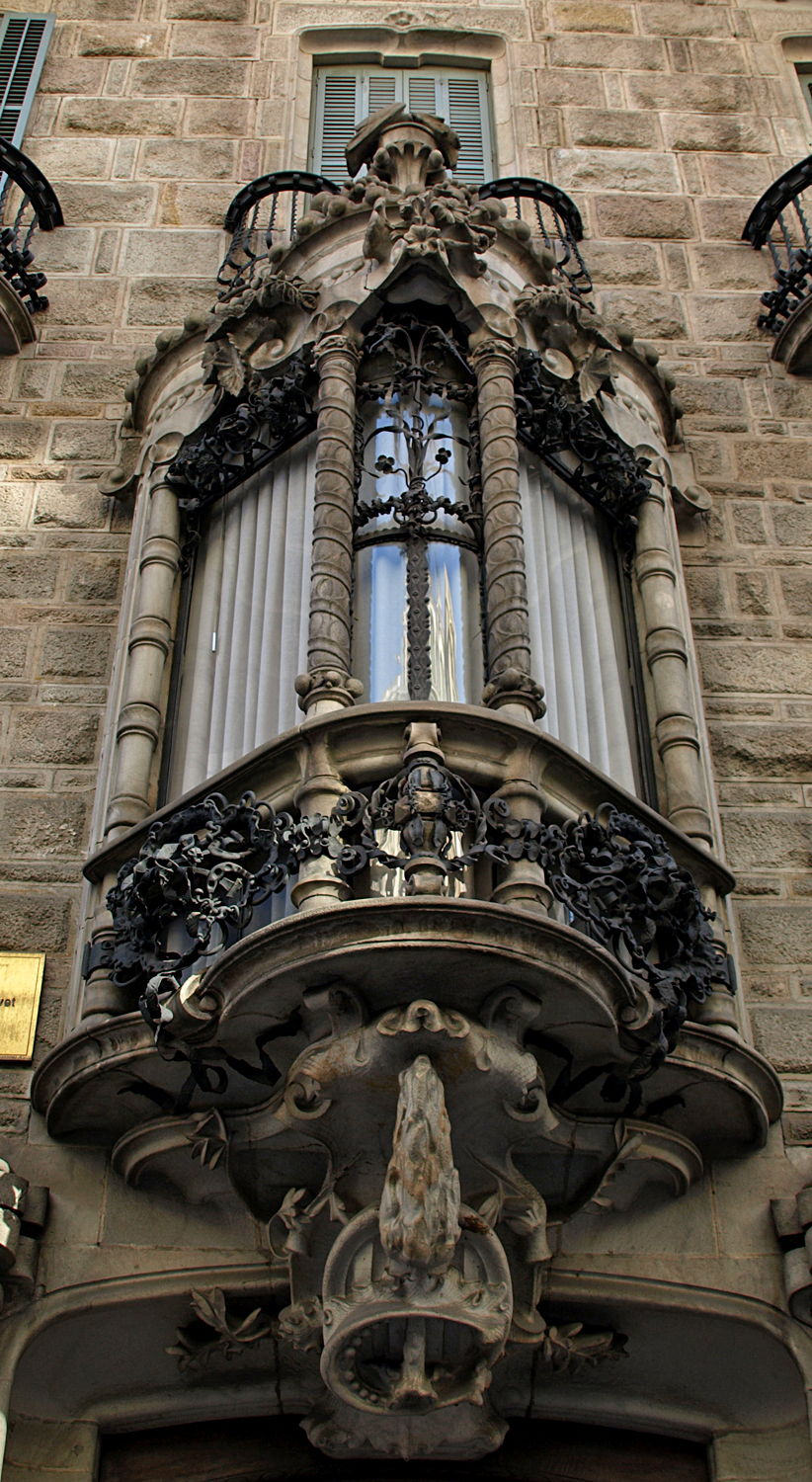
Tribuna principal

La fachada es de piedra arenisca de Montjuic, con cinco aberturas en la base, sobre la central de las cuales se sitúa la tribuna del piso principal; sobre cada abertura se sitúa una hilera de balcones, con dos formas, unos más discretos, que apenas sobresalen de la pared, y otros más prominentes, de forma trilobulada y apoyados en ménsulas, todos ellos con barandillas de hierro forjado en forma de espirales acabadas en volutas. Destaca especialmente la tribuna del piso principal, decorada con la inicial del apellido del propietario, un ramo de olivo —símbolo de la paz—, un ciprés —símbolo de hospitalidad— y el escudo de Cataluña; se remata con una cúpula esculpida con dos cornucopias de Amaltea, de la que se esparcen las frutas, y sobre las que se posan dos tórtolas. La barandilla de hierro de la tribuna presenta decoración en forma de setas (clathrus cancellatus, morchella hibrida y craterellus cornucopioides), homenaje a la afición del señor Calvet por la micología. En la puerta de entrada destaca asimismo el picaporte, de hierro forjado, con forma de cruz griega que golpea contra una chinche, símbolo de la fe aplastando el pecado. Fue forjado por Joan Oñós, herrero que colaboró habitualmente con Gaudí. Las columnas que flanquean la entrada recuerdan a bobinas de hilo, y constituyen una alusión al negocio textil de Calvet.

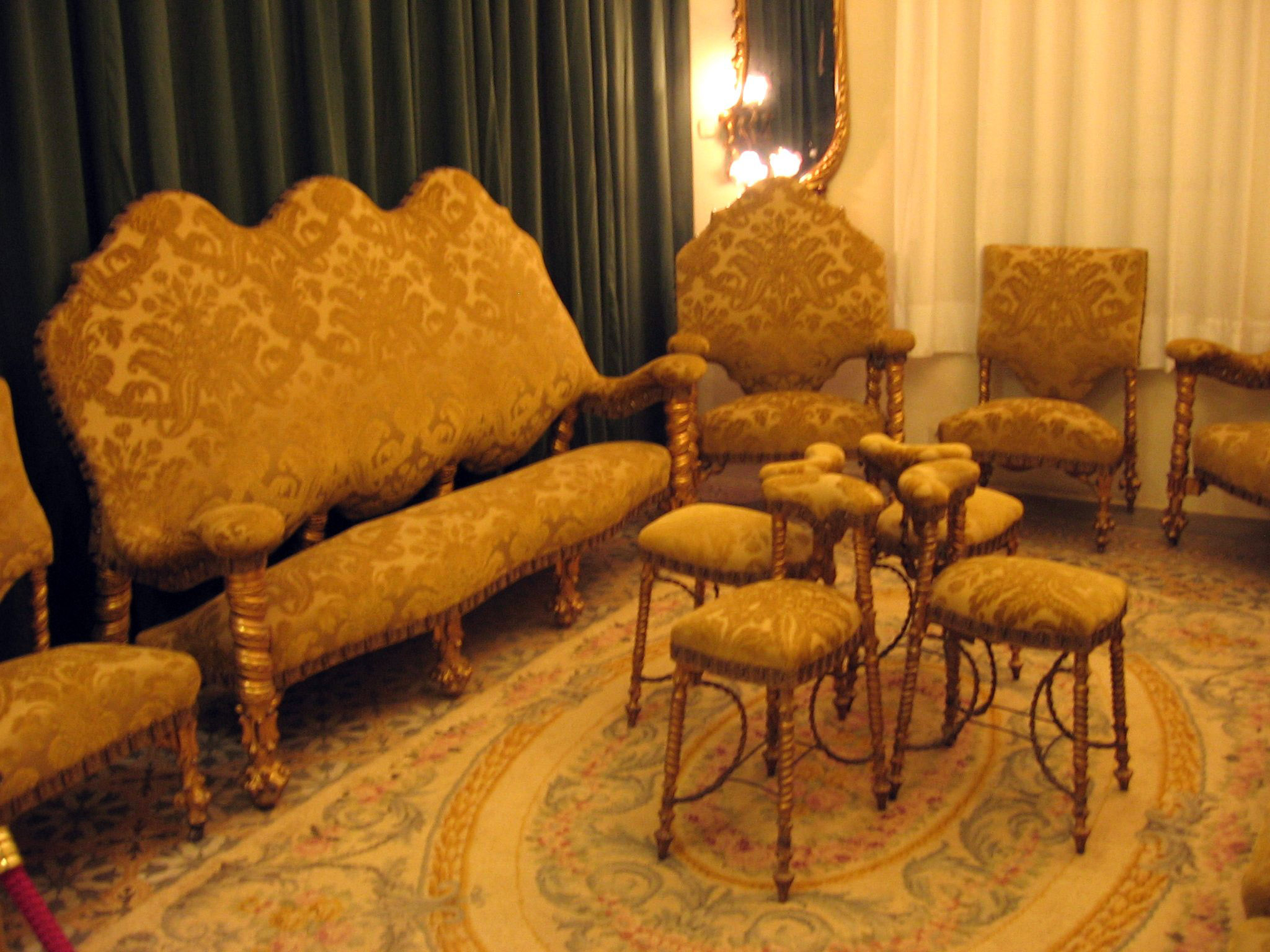
Muebles del salón principal diseñados por Gaudí, actualmente en la Casa-Museo Gaudí, en el parque Güell

La fachada está rematada en su parte superior por unas estructuras trilobuladas, tres invertidas y dos sobresalientes, coronadas con cruces de hierro de forja. Las tres invertidas presentan bustos de san Pedro Mártir y de los santos patronos del pueblo natal de Calvet (San Ginés de Vilassar): san Ginés de Arlés y san Ginés de Roma; sobre estos se encuentran las barandillas de la azotea, en forma de palma, símbolo del martirio. Por su parte, la fachada posterior presenta una composición de ritmos ondulantes formados por pequeñas galerías emergentes y balconcitos elaborados en piedra, cuyo diseño insinúa las formas que daría poco después a la casa Milà. Esta fachada incluye en los antepechos pinturas con el monograma PMC, referencia a Pedro Mártir Calvet, recuperados en la restauración de 1995.
En el interior destaca el vestíbulo de recepción, de un decorativismo plenamente modernista, con bancos adosados, espejos con marcos de estilo barroco, un arrimadero de baldosas azules con decoraciones en forma de remolino, columnas salomónicas de granito en los ángulos del patio central y arcos con relieves de yeso con forma de parra, así como la inscripción «Fe, patria, amor», lema de los Juegos Florales. Destaca igualmente el ascensor, realizado en madera y cristal y con una puerta de hierro forjado, de diseño similar a las barandillas de la escalera, una especie de malla de círculos concéntricos.

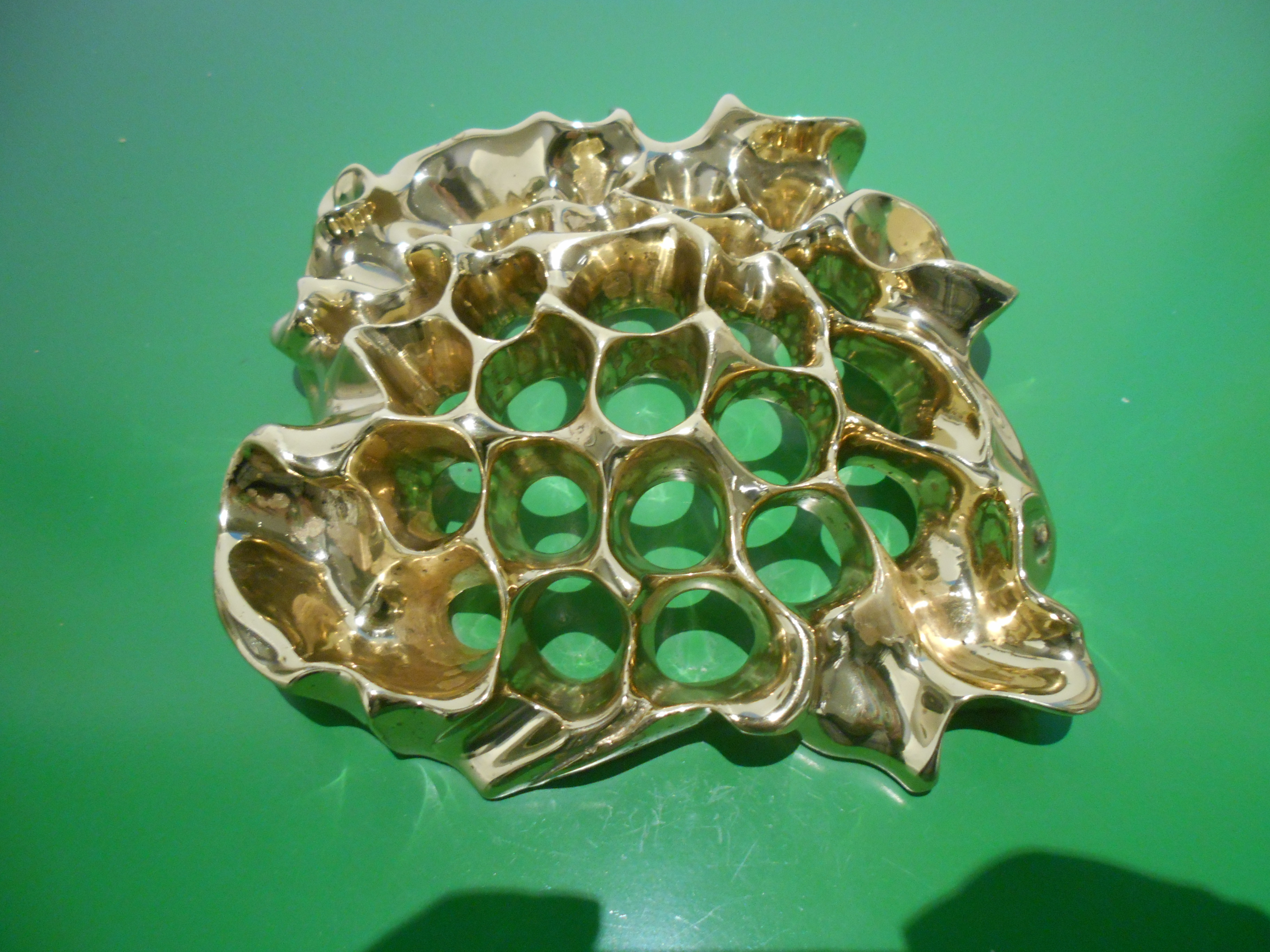
Mirilla de las puertas de la Casa Calvet diseñada por Gaudí

El arquitecto puso un especial interés en todos los detalles del edificio, como se denota en el diseño de elementos como pomos, tiradores, mirillas, picaportes y otros acabados de la casa, que sería una de sus señas de identidad en obras posteriores. Gaudí moldeó en arcilla muchos de estos elementos, a los que dotó de una cuidadosa ergonomía; las mirillas tienen forma de panal, cuyos agujeros realizó el arquitecto con sus propios dedos.
Gaudí diseñó igualmente el mobiliario de la casa, realizado con formas orgánicas muy del gusto del arquitecto. Utilizó un sistema de machihembrado, sin clavos ni tornillos. La ebanistería corrió a cargo de la empresa Casas i Bardés. Los muebles del salón principal se encuentran actualmente en la Casa-Museo Gaudí, en el parque Güell.
Como anécdota cabe citar que la fachada principal sobrepasaba la altura permitida por las ordenanzas municipales. Cuando se le comunicó tal circunstancia a Gaudí, con su habitual mal genio se negó a modificar el proyecto, y añadió que cortaría horizontalmente el remate de la casa, por la línea que marcara el Ayuntamiento; cosa que no sucedió.
En 1900, la Casa Calvet recibió el premio anual al mejor edificio por parte del Ayuntamiento de Barcelona. Es el único galardón que recibió Gaudí en vida.
En 1927, los Calvet vendieron el edificio a Joan Boyer, cuyos descendientes son los actuales propietarios. La antigua tienda de tejidos de los Calvet es hoy día un restaurante.